# Гражданская оборона. Трибьют
«Гражданская оборона. Трибьют» и «Гражданская оборона. Трибьют. Часть 2» — выпущенные лейблом «Мистерия звука» в 2002 и 2003 годах соответственно трибьют-альбомы русской рок-группе «Гражданская оборона» (1984—2008). На обложках изображён лидер группы, автор большинства песен Егор Летов в образе Че Гевары с наиболее известной фотографии.
Альбомы включают каверы на песни «Гражданской обороны» и связанного проекта «Егор и Опизденевшие», а также на одну песню проекта «Коммунизм» — «Новогодний тост». При этом песня «Красный смех» являлась кавером уже в исполнении «Гражданской обороны» — на группу «Инструкция по выживанию». Автор всех песен — Егор Летов; кроме «В каждом доме» — Егор Летов и Янка Дягилева, «Красный смех» — Роман Неумоев.
Трибьюты в целом были восприняты музыкальными критиками скорее негативно.

## Трек-листы

### Трибьют (2002 год)
1. «Интро»
2. «Попс» — «Воплі Відоплясова»
3. «Боевой стимул» — «Fакты»
4. «Государство» — «Ляпис Трубецкой»
5. «Зоопарк» — «Доктор Александров»
6. «Всё как у людей» — «Машнин и Дронскибит»
7. «Отряд не заметил потери бойца» — «Сахара»
8. «Наваждение» — «Дочь Монро и Кеннеди»
9. «В каждом доме» — «Дрынк»
10. «Философская песня о пуле» — «Торба-на-Круче»
11. «Про дурачка» — «Чиж & Co»
12. «Жека уже в Гамбурге» — «Messer Chups»
13. «Родина» — «Бабслэй»
14. «Красный смех» — «Ленинград»
15. «Наши» — «Рада & Терновник»
16. «Маленький принц» — «Восьмая марта»
17. «Самоотвод» — Юлия Тузова
18. «Про мишутку» — «Разные люди»
19. «О святости, мыше и камыше» — Сергей Летов, «Московское время»
20. «Лоботомия» — «Extremely Low Frequency»
21. «Моя оборона» — «Смысловые галлюцинации»
22. «Мышеловка» — «Продукты»
23. «Попс» — «Кирпичи»
24. (bonus-track). «Лишь один закон» («Кто сильнее — тот и прав») — «Родители молодых»
25. (bonus-track). «Всё идёт по плану» — «386 DX»

### Трибьют. Часть 2 (2003 год)
1. «Насрать на моё лицо» — «Король и Шут»
2. «Система» — Ник Рок-н-Ролл
3. «Непонятная песенка» — «Выход»
4. «У вас на глазах» («Харакири») — «Бахыт-Компот»
5. «В каждом доме» — «Осколки сна»
6. «Сон наоборот» («Наваждение») — «Рысь и Рыба»
7. «Кленовый лист» — «Rафинаd»
8. «Всё идёт по плану» — «Карлик Нос»
9. «Я иллюзорен со всех сторон» — «Осколки»
10. «Хороший автобус» — «Кабриолет лесничего»
11. «Зоопарк» — Оксана Чушь
12. «Евангелие от Егора» — Юлия Теуникова и «Город Макондо»
13. «Красный смех» — «Лифт» feat. Яник
14. «Система» — «Монти Пайтон»
15. «Всё как у людей» — «Animal ДжаZ»
16. «Офелия» — Ольга Арефьева
17. «Зоопарк» — «Плюмбум»
18. «Забота у нас такая» — «Сумерки»
19. «В каждом доме» — Кирилл Кальян
20. «Новогодний тост» — Игорь Бычков, Андрей Сучилин, Михаил Потапов, Сергей Летов
21. «Пошли вы все нахуй» — «Машнин Бэнд»